# الأهرام الرياضي
الأهرام الرياضي هي مجلة رياضية أسبوعية عربية تصدر في القاهرة، مصر. لقد تم تداوله للنشر أول مرة منذ عام 1990.

## التاريخ والملف الشخصي
صدرت مجلة الأهرام الرياضي لأول مرة عام 1990. ويركز على الأخبار الرياضية. وتصدر المجلة أسبوعيا عن مؤسسة الأهرام التي تنشر أيضا الأهرام ويكلي،  السياسة الدولية، الأهرام العربي، الأهرام الاقتصادي والأهرام. 
أنور عبد ربه وإبراهيم حجازي هما رئيسا التحرير السابقين للمجلة. وفي 28 يونيو 2014، تم تعيين خالد توحيد رئيساً لتحرير المجلة الأسبوعية. في سبتمبر 2020، تم تعيين محمد شبانة عبد العزيز بدوي رئيسًا لتحرير مجلة الأهرام الرياضي. و في أبريل 2021 قررت الهيئة الوطنية للصحافة، تعيين خالد عبد المنعم رئيساً لتحرير الأهرام الرياضي.
باعت المجلة 650 ألف نسخة في عام 2000 م.

## أنظر أيضاً
- قائمة المجلات في مصر

## وصلات خارجية
- الموقع الرسمي